# Companhia das Letras
Companhia das Letras est une maison d'édition brésilienne fondée en 1986 par Luiz Schwarcz et son épouse Lilia Moritz Schwarcz. Elle est détenue à 70% par le groupe mondial Penguin Random House et 30% par la famille Schwarcz.
Companhia das Letras dispose de plus de 4 500 titres actifs. La maison compte 34 lauréats du Prix Nobel de littérature.